# Chiesa di San Zenone (Villa d'Adda)
La chiesa di San Zenone  è un luogo di culto cattolico presente nel II secolo a Villa d'Adda nella località Volpino, in provincia e diocesi di Bergamo, sussidiaria della chiesa parrocchiale di Sant'Andrea.

## Storia
La piccola chiesa è tra le più antiche di Villa d'Adda la cui prima documentazione risale al 28 aprile 1198, inserita in un atto notarile redatto da Birgone Plumacii, che doveva l'affitto al monastero di Sant'Egidio di Fontanella un appezzamento di terreno posto a “Sanctum Zenonem”. Molte erano i monasteri che gestivano terreni nella zona Volpino, e la chiesa forse era completamente integrata al monastero benedettino. Fra questi vi era anche il capitolo alessandrino di Bergamo, di San Martino di Carvico, e di Sant'Andrea e San Michele di Calusco nella zona di Verghi. Un ulteriore documento risale al 1286 conservato nella curia vescovile di Bergamo.

Nei documenti del monastero di Fontanella risulta citata la piccola chiesa sia nel 1536 che 1659, forse la chiesa godeva del giuspatronato di personaggi legati al monastero stesso. La chiesa risulta essere citata in documenti notarili della seconda metà del Quattrocento: 
(Archivio della curia di Milano)

La pubblicazione nel 1536 del “Rotulus bonorum” descrive la chiesa in pessimo stato, con edera e erbacce che la ricoprono: 
(Rotulus bonorum - 1536)

A conferma del grave stato di degrado è la relazione della visita pastorale di san Carlo Borromeo che riporta un edificio “quasi distrutto, con altare piccolo e disadorno” decretandone la demolizione. Probabilmente il decreto del cardinale fu eseguito, essendo una mancanza di documenti per ottant'anni. Solo nel 1652 in una visita pastorale risulta nuovamente citata la chiesa di San Zenone, probabilmente edificato dopo la peste del 1630, come indicato nell'“Itinerarium” , e come citato in un documento conservato nel monastero benedettino di Fontanella:
(Priorato di S. Egidio dei Benedettini Cluniacensi)
Il nuovo edificio fu probabilmente ultimato nel 1652 non essendo inserito in nessuna visita pastorale della prima metà del XVI secolo. Alla sua costruzione contribuì il notabile Carlo Strazza che aveva già contribuito anche alle altre chiede del territorio compreso la chiesa di San Giovanni. L'interno della chiesa conserva la lapide a ricordo della sua donazione di novanta lire annui, come lascito testamentario del 1653. Nella prima metà del Settecento furono eseguiti ulteriori lavori di mantenimento.

## Descrizione

### Esterno
La chiesa di piccole dimensioni è rivolta a est. La facciata a capanna ospita centrale il l'ingresso rialzato da un gradino con semplice contorno in pietra, e nella parte superiore un'apertura a lunetta atta a illuminare l'aula. Il tetto ospita nella parte a nord un piccolo campanile a vela. L'edificio è completamente stabilito e imbiancato. La costruzione risulta essere elevata rispetto l'assetto stradale, a conferma della sua elevazione sopra un edificio di più antica datazione.

### Interno
L'interno è ad aula unica con volta a botte, che si sviluppa su due campate divise da lesene in mattoni complete di capitelli dorici sempre in mattoni che reggono gli arconi e la trabeazione in laterizio sagomato. La copertura è sempre in laterizio. La zona del presbiterio anticipata dall'arco trionfale è rialzata da un gradino e leggermente più stretta della navata e a pianta quadrata. 
Ospita l'altare maggiore e l'altare comunitario posto negli anni ottanta del Novecento per adempiere alle disposizioni del concilio Vaticano II. L'altare è completo della pala che raffigura la Madonna col Bambino in trono tra i santi Sebastiano, Rocco e Zeno da Verona, santi patroni degli appestati, lavoro di Giuseppe Carnelli del 1840, in sostituzione di un dipinto precedente. Le pareti laterali sono imbiancate e non presentano decorazioni.
L'aula non presenta decori, come era d'uso nelle chiese edificate dopo i periodi di pestilenza a indicare la semplicità necessaria nei periodi difficili, solo qualche anno dopo furono eseguiti dipinti devozionali nei lati del presbiterio raffiguranti quattro santi datati 1668, i santi Liborio e Francesco a destra datato 1675, e corrispondenti san Pietro e Paolo eseguito nel 1708 con l'affresco che raffigura l'evento dell'apparizione della Madonna a Caravaggio.